# Fossat (teatre)

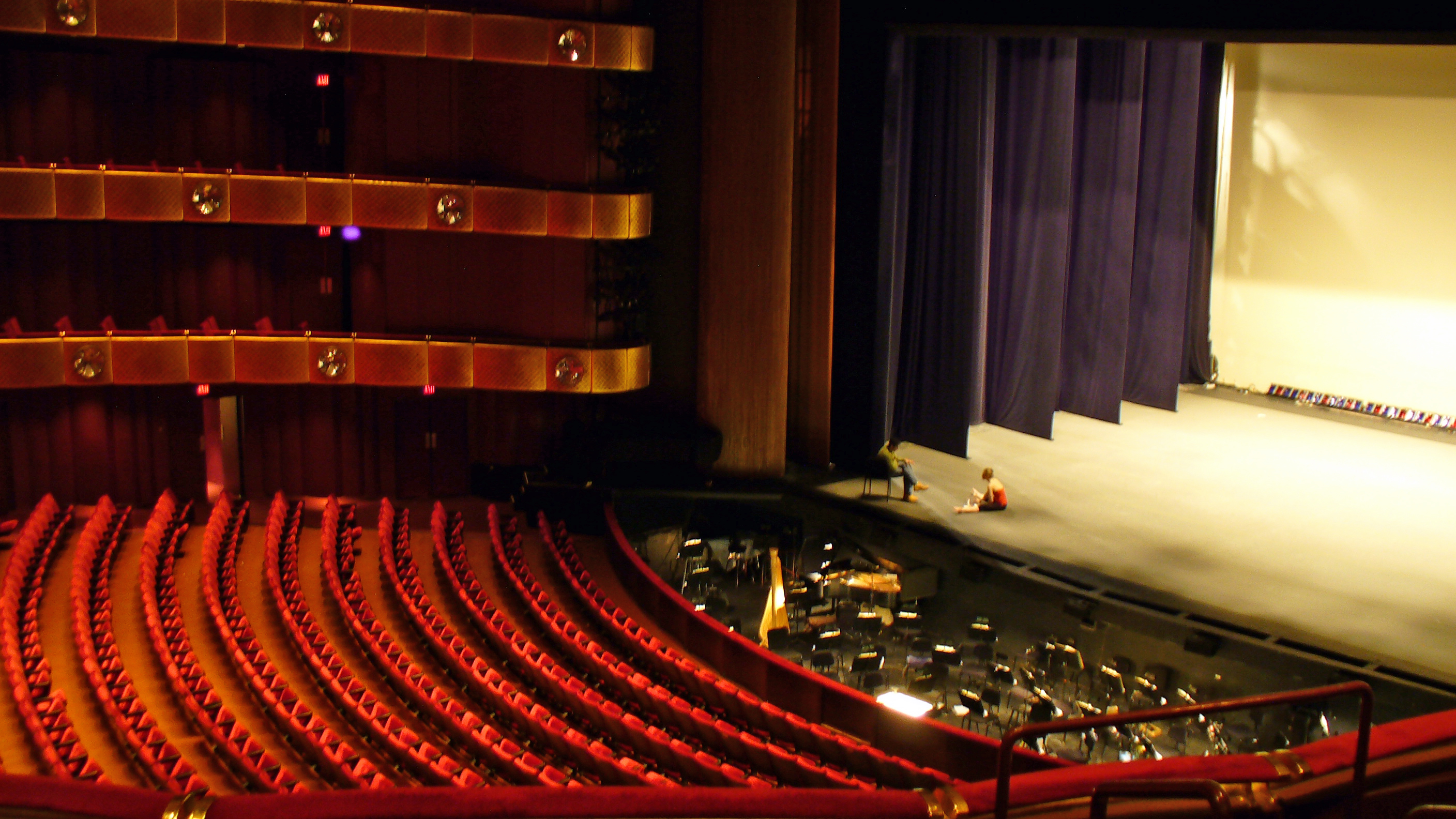
Fossat d'orquestra entre l'escenari i els seients del Teatre David H. Koch

Un fossat d'orquestra és la zona d'un teatre, generalment situada en una zona baixa davant de l'escenari, en què actuen els músics. Les fosses orquestrals s'utilitzen en formes de teatre que requereixen música (com ara òpera i ballet) o en casos en què cal música incidental. El director sol situar-se a la part davantera de la fossa orquestral que mira cap a l'escenari.

## Construcció
A la fossa, les parets estan especialment dissenyades per proporcionar la millor acústica possible, garantint que el so de l'orquestra flueixi per tot el recinte sense aclaparar l'actuació a l'escenari. Moltes fosses d'orquestra també estan dissenyades per tenir nivells de decibels raonablement baixos, cosa que permet als músics treballar sense por a danyar la seva audició. Normalment, una petita plataforma a la fossa allotja el director, de manera que tots els músics poden veure-la a les cadires o a la graderia, segons el disseny de la fossa. Aquí hi ha tota mena de músics, des del director d'orquestra fins al baixista.
Normalment, l'ascensor es pot baixar fins a un espai d'emmagatzematge sota l'escenari, o fins a la meitat del nivell del pis, o fins al nivell de l'escenari. Quan es baixa tot el camí, l'ascensor es pot omplir d'equips o accessoris des de sota l'escenari i després es pot elevar i descarregar sobre l'escenari. La fossa es pot aixecar de manera que quedi al nivell del terra dels seients del públic per acomodar més zona d'estar. Això és freqüent quan l'escenari s'utilitza per a un espectacle de roca i, a continuació, la zona del pou s'utilitza per a sala d'estar. Quan el pou s'eleva fins a dalt, al nivell de l'escenari, es pot utilitzar com a part de l'escenari per donar més espai a espectacles més grans. Disposar d'un ascensor configurat d'aquesta manera proporciona al teatre molta més flexibilitat i capacitat d’adaptació als diferents esdeveniments que es produeixen al teatre. Permet configuracions diferents, cadascuna personalitzada per a determinats tipus de produccions.
Tampoc no cal situar un pou d'orquestra directament davant de l'escenari, tot i que molts patrons esperen veure l'orquestra actuant davant de l'escenari. Quan un pou d'orquestra es troba en un altre lloc dels teatres, els moviments del director es poden transmetre en monitors visibles des de l'escenari, de manera que els actors puguin seguir les indicacions.

## Història
Al llarg de la història del teatre de la primera meitat de l'Edat moderna, és a dir entre les dècades de 1500 i 1650, el fossat d'orquestra també rebia el nom de pati i se situava a un nivell més baix que els espectadors de classe baixa, de manera que era imperceptible pel públic. Generalment era molt concorregut i costava veure l'escenari al complet. La quantitat d'espai al pati variava segons els diferents episodis. En canvi, qui seia als seients normals era capaç de veure tot l'escenari. Des de llavors, el fossat de l'orquestra ha canviat i millorat per a funcionar millor en el teatre contemporani.

## Usos

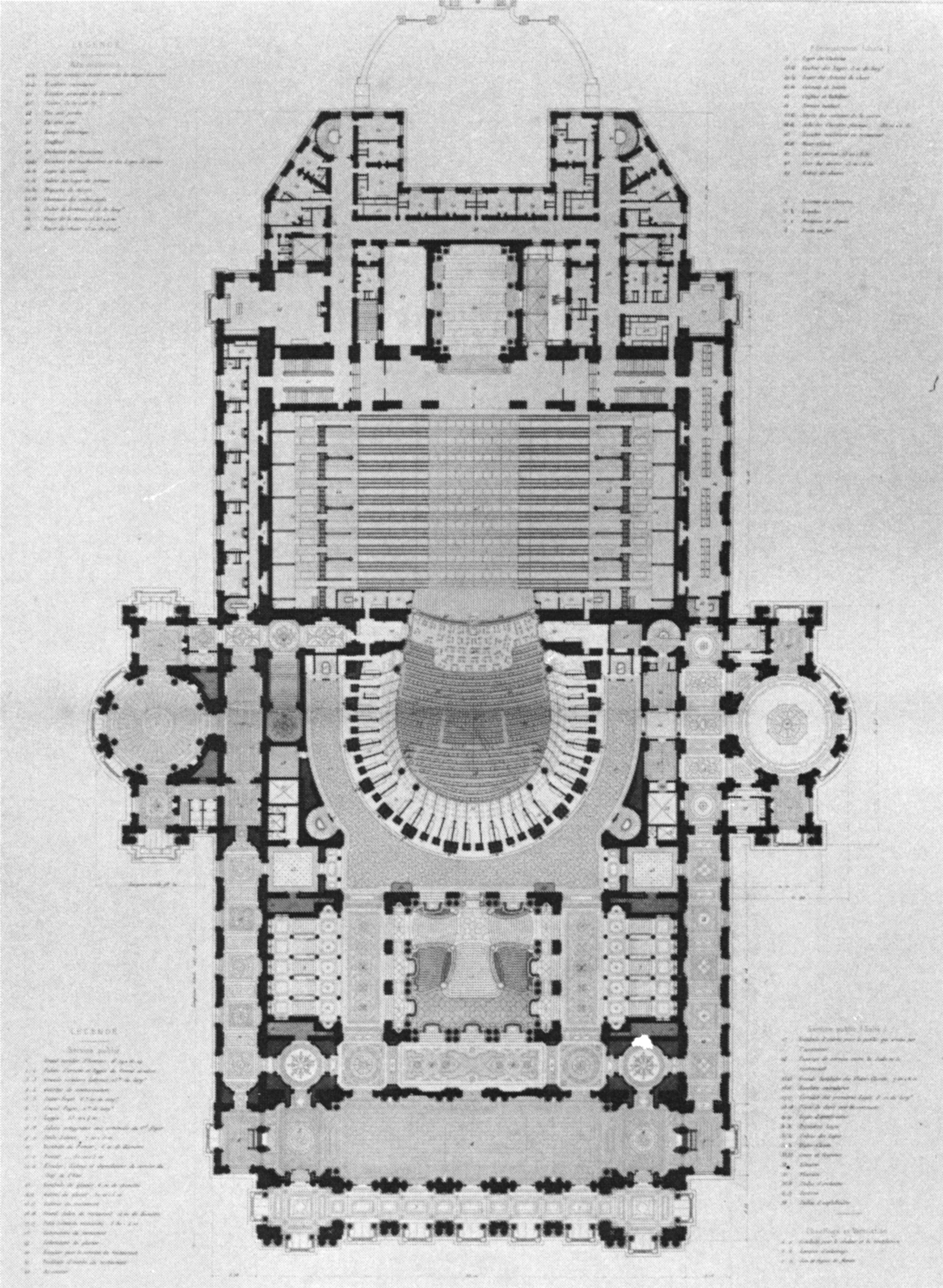
Pla del fossat de l'Òpera Garnier

De vegades, quan al teatre es realitza una òpera o un musical i es necessita música en viu, el fossat d'orquestra se situa a baix de tot i els músics hi toquen en ell, davant de l'escenari. D’aquesta manera, el director de l'orquestra pot veure què passa a l'escenari i té una millor sensació de quan començar i aturar la música. De vegades, hi ha indicacions molt precises que el director ha de donar per a determinats efectes de so i és crucial que es facin en el moment adequat. Que l'orquestra toqui al fossat crea un problema perquè sovint hi ha poc espai i la qualitat del so es ressent perquè els instruments «trepitgen» els micròfons d'altres instruments quan estan en ús.
Abans del segle xix, el director es posava a la vora de l'escenari, de cara al públic i a l'orquestra, d'esquena cap als intèrprets de l'escenari, tal com es mostra al pla de fosses de l'orquestra de l'Òpera Garnier de París. A finals del segle xix la ubicació típica del director va canviar i se situa davant de la primera fila del públic, d’esquenes a ell i de cara a l'orquestra i els intèrprets de l'escenari.